# Frances Taylor Davis
Pour les articles homonymes, voir Davis.
Frances Taylor Davis, née le 28 septembre 1929 à Chicago et morte 17 novembre 2018, est une danseuse et actrice américaine. Elle est membre de la Katherine Dunham Company et elle est connue pour avoir été la première ballerine afro-américaine à se produire avec le Ballet de l'Opéra de Paris.
Sous le nom d'Elizabeth Taylor, elle joue dans les comédies musicales de Broadway Mr. Wonderful, Shinbone Alley et elle fait partie de la distribution originale de West Side Story. Taylor est également apparue dans les productions Off-Broadway de Carmen Jones et Porgy and Bess. Au sommet de sa carrière, elle quitte Broadway pour épouser le musicien de jazz Miles Davis.

## Biographie

### Jeunesse et formation
Frances Elizabeth Taylor nait le 28 septembre 1929 à Chicago, dans l'Illinois. Elle commence la danse classique à l'âge de huit ans. À 16 ans, elle interprète le rôle de la reine des cygnes dans Le Lac des cygnes et la fée dragée dans Casse-Noisette. Sa professeure de danse classique, Mildred Hessler, lui conseille d'auditionner pour l'école de danse Edna McRae, où elle devient la seule étudiante afro-américaine. Pendant ses études dans cette école, elle rencontre la danseuse et chorégraphe Katherine Dunham, qui lui offre une bourse pour étudier la danse à la Katherine Dunham Company.

### Carrière
Frances Elizabeth Taylor rejoint la troupe de Katherine Dunham, et elle effectue de nombreuses tournées en Europe et en Amérique du Sud au sein de cette troupe.
Elle reçoit des critiques élogieuses de la presse pour ses performances à Paris. Elle y est comparée à la ballerine Leslie Caron.
Le 4 décembre 1951, elle danse sur pointes avec Max Bozzoni, danseur étoile de l'Opéra de Paris lors d'une soirée de gala au théâtre des Champs-Élysées. Elle est ainsi la première danseuse afro-américaine à être invitée à se produire avec le Ballet de l'Opéra de Paris.
Frances Elizabeth Taylor joue avec Benny Goodman au London Palladium. Pendant son séjour à Londres, Taylor s'entraine avec le Sadler's Wells Ballet.
En 1953, Sammy Davis, Jr. lui demande de jouer sa petite amie dans une émission télévisée sur ABC, Three for the Road - avec le Will Mastin Trio. L'émission parle de musiciens en difficulté, et non des représentations stéréotypées habituelles des Afro-Américains à cette époque. Le casting comprend les actrices Ruth Attaway et Jane White, ainsi que Frederick O'Neal qui a fondé l'American Negro Theatre (en). Ils filment une émission pilote à l'automne 1953, mais le réseau n'ayant pas trouver de sponsor, l'émission est reportée puis finalement abandonnée,.
En 1954, Frances Elizabeth Taylor revient dans la troupe de danse de Katherine Dunham pour des engagements à Rome.
Elle déménage ensuite à New York pour jouer à Broadway. Elle y est appelée Elizabeth Taylor parce qu'il y avait déjà à Broadway une actrice nommée Frances Taylor, elle a donc utilisé son deuxième prénom. Elle apparait dans les productions Off-Broadway de Porgy and Bess et Carmen Jones au New York City Center,. Elle apparait dans les trois comédies musicales de Broadway : Mr. Wonderful, Shinbone Alley et West Side Story.
En avril 1958, il est rapporté par le magazine Jet que Taylor avait quitté la production pour poursuivre une carrière de chanteuse-danseuse, mais elle révéle plus tard qu'elle sortait avec le musicien de jazz Miles Davis et qu'il l'a forcée à quitter la production en mars 1958. Selon elle, Miles Davis lui a dit « une femme devrait être avec son homme. Je veux que tu quittes West Side Story ».
En 1959, il l'autorise à donner des cours de danse pendant quelque temps. Ses élèves comprenaient Julie Robinson, qui était une danseuse de la troupe de Dunham et l'épouse de l'acteur Harry Belafonte, et Edna Mae Robinson, qui était choriste et l'épouse du boxeur Sugar Ray Robinson.
Après leur mariage, Miles Davis entrave la carrière de son épouse. Le chorégraphe Jerome Robbins avec qui elle avait travaillé dans la comédie musicale de Broadway West Side Story a demandé au musicien si elle pouvait apparaître dans le film West Side Story (1961), il refuse. Sammy Davis Jr. a également approché Miles Davis pour qu'elle apparaisse dans la comédie musicale Golden Boy (1964) et encore une fois il refuse.
Après sa séparation d'avec Miles Davis, Frances Taylor Davis donne des cours de danse, elle apparait dans des émissions spéciales télévisées avec des artistes comme Elvis Presley et elle joue le rôle d'une femme de chambre dans le film La Party (1968).
Elle devient ensuite hôtesse dans plusieurs restaurants à Los Angeles,.

## Vie privée
En 1953, Frances Elizabeth Taylor rencontre Miles Davis alors qu'elle danse à la discothèque de Ciro à Los Angeles. Lorsqu'elle est revenue à Chicago, Davis était également en ville pour des concerts. elle l'a présenté à sa famille et il a demandé à son père sa main en mariage, ce à quoi il a dit « non ». Elle a également rejeté sa proposition.
En 1955, elle épouse Jean-Marie Durand à Mexico où ils se produisaient tous les deux. Il est d'origine haïtienne et également membre de la troupe de danse de Katherine Dunham, ils s'étaient rencontrés en Argentine en 1954. À la suite de son mariage, elle quitte la troupe de Katherine Dunham et donne naissance à un fils, Jean-Pierre Durand.
Après qu'elle s'est séparée de son premier mari, elle rencontre Miles Davis par hasard à New York en 1957 et il lui dit : « Maintenant que je t'ai trouvée, je ne te laisserai jamais partir, ».
Ils se marient à Toledo,dans l'Ohio, le 21 décembre 1959. Elle devient sa muse, influençant son changement de direction musicale. Il écrit pour elle la chanson intitulée Fran Dance sur son album Jazz Track en 1959. Son rôle dans la comédie musicale Porgy and Bess inspire son album Porgy and Bess la même année. Son album Sketches of Spain, en 1960, est inspiré par un spectacle de flamenco auquel elle avait tenu à ce qu'ils assistent. Il l'a également mis sur la couverture de plusieurs albums, dont Someday My Prince Will Come, sorti en 1961.
Cependant, leur mariage est entaché de violences domestiques. Miles Davis devient de plus en plus violent envers elle à mesure que sa dépendance à la cocaïne et son alcoolisme empirent. « Chaque fois que je la frappais, je me sentais mal parce que ce n'était en grande partie pas de sa faute, mais plutôt parce que j'étais capricieux et jaloux », écrit Davis dans ses mémoires de 1990 Miles: The Autobiography . Peu de temps après qu'ils ont été photographiés ensemble pour la couverture de son album ESP en 1965, elle s'enfuit et va vivre en Californie avec son amie, la chanteuse Nancy Wilson.
Elle demande le divorce en 1966, il est finalisé en 1968.
Elle est l'une des personnes interviewées pour le documentaire Miles Davis: Birth of the Cool, sorti à titre posthume en 2019.
Elle a eu une relation avec George Barrie, PDG de Fabergé.

## Mort
Frances Taylor Davis meurt à l'âge de 89 ans le 17 novembre 2018.

## Filmographie
| Année | Film                  | Rôle            |
| ----- | --------------------- | --------------- |
| 1968  | La Party              | Femme de ménage |
| 2001  | The Miles Davis Story | Elle-même       |

## Spectacles après son départ de la troupe de Katherine Dunham
| Année     | Production          | Rôle                             | Remarques                        |
| --------- | ------------------- | -------------------------------- | -------------------------------- |
| 1956/1957 | Porgy and Bess      |                                  |                                  |
| 1956      | Carmen Jones        | Danseuse                         |                                  |
| 1957      | Mr. Wonderful       | Soprano, danseuse [Remplacement] | Production originale de Broadway |
| 1957      | Shinbone Alley (en) | Jail Crony, danseuse             | Production originale de Broadway |
| 1957/1958 | West Side Story     | Francisca                        | Production originale de Broadway |